# شنیکو (اورگن)
شنیکو (به انگلیسی: Shaniko) شهری در شهرستان وسکو ایالت اورگن است و در سرشماری سال ۲۰۱۱ میلادی، ۳۶ نفر جمعیت داشته که نسبت به سال ۲۰۱۰، −۲٫۷۸ درصد رشد جمعیت داشته‌است.

## موقعیت جغرافیایی
موقعیت جغرافیایی شهرها و مناطق اطراف به شرح زیر است: